# Jianshan (köpinghuvudort i Kina, Zhejiang Sheng, lat 29,22, long 120,72)
Jianshan (kinesiska: 尖山, 尖山镇) är en köpinghuvudort i Kina. Den ligger i provinsen Zhejiang, i den östra delen av landet, omkring 130 kilometer sydost om provinshuvudstaden Hangzhou. Antalet invånare är 12 734. Befolkningen består av 6 148 kvinnor och 6 586 män. Barn under 15 år utgör 15,0 %, vuxna 15-64 år 72 %, och äldre över 65 år 11,0 %.
Runt Jianshan är det tätbefolkat, med 266 invånare per kvadratkilometer. Närmaste större samhälle är Pingqiao, 17,9 km sydost om Jianshan. I omgivningarna runt Jianshan växer i huvudsak blandskog.
Genomsnittlig årsnederbörd är 2 209 millimeter. Den regnigaste månaden är juni, med i genomsnitt 377 mm nederbörd, och den torraste är januari, med 70 mm nederbörd.